# Nazionale maschile di calcio di São Tomé e Príncipe
La nazionale di calcio di São Tomé e Príncipe è la rappresentativa calcistica dell'omonima nazione africana ed è posta sotto il controllo della Federação Santomense de Futebol (fondata nel 1975, si affiliò alla FIFA undici anni più tardi). 
Non ha mai preso parte alla fase finale né della Coppa d'Africa né del campionato del mondo. Nel ranking FIFA si trova al 183º posto.

## Storia
La nazionale di calcio di São Tomé e Príncipe esordì nel maggio 1976, perdendo per 5-0 un'amichevole contro il Ciad in Gabon. Poco dopo perse per 11-0 contro la Rep. del Congo ai Giochi dell'Africa centrale.
Nel 1977 ottenne la prima vittoria, in amichevole contro il Ruanda. Nel 1978 e nel 1987 riuscì a pareggiare in casa contro l'Angola. 
Rimasta inattiva per undici anni, la squadra tornò a giocare nel 1998.
La partita disputata dalla nazionale di calcio di São Tomé e Príncipe il 16 novembre 2003, valida per le qualificazioni al campionato del mondo 2006 e persa contro la Libia per 8-0, rimase per molti anni l'ultima giocata dalla nazionale. Essendo trascorsi più di quattro anni da quella partita, nel dicembre 2007 la selezione fu rimossa dalla classifica mondiale della FIFA. I vertici della federazione decisero di ritirare la selezione dalle qualificazioni alla Coppa d'Africa 2010.
Dopo quattro anni, l'11 novembre 2011 la nazionale tornò a disputare una partita di ufficiale, in occasione delle qualificazioni al campionato del mondo 2014, giocando contro il Rep. del Congo e perdendo per 5-0. Nella gara di ritorno, il 15 novembre 2011, la squadra ottenne un buon risultato, pareggiando la gara per 1-1.

## Risultati in Coppa del mondo
- Dal 1930 al 1990 - Non partecipante
- 1994 - Ritirata
- 1998 - Non partecipante
- 2002 - Non qualificata
- 2006 - Non qualificata
- 2010 - Non partecipante
- Dal 2014 al 2026 - Non qualificata

## Risultati in Coppa d'Africa
- Dal 1957 al 1998 - Non partecipante
- 2000 - Non qualificata
- 2002 - Non qualificata
- 2004 - Ritirata
- 2006 - Non qualificata
- 2008 - Non partecipante
- 2010 - Non partecipante
- 2012 - Non qualificata
- 2013 - Non qualificata
- 2015 - Non qualificata
- 2017 - Non qualificata
- 2019 - Non qualificata
- 2021 - Non qualificata
- 2023 - Non qualificata

## Rosa attuale
Lista dei giocatori convocati per la sfida di qualificazione alla Coppa d'Africa 2021 contro il Sudafrica del 13 novembre 2020.
Presenze e reti aggiornate al 13 novembre 2020.
| 1  | P | Primo                        | 9 settembre 1989  | 8  | 0 | Praia Cruz        |  |  |
| 12 | P | Nilson Taty                  | 15 novembre 1987  | 5  | 0 | UDRA              |  |  |
|    |   |                              |                   |    |   |                   |  |  |
| 2  | D | Ivonaldo Viegas              | 5 maggio 1993     | 17 | 0 | UDRA              |  |  |
| 3  | D | Vavá Pequeno                 | 5 febbraio 1994   | 6  | 0 | Praia Cruz        |  |  |
| 4  | D | Trauré Martins               | 16 febbraio 1995  | 0  | 0 | Aliança Pantufo   |  |  |
| 5  | D | Jardel Nazaré                | 16 maggio 1995    | 3  | 0 | Saburtalo Tbilisi |  |  |
| 13 | D | Dilson                       | 16 settembre 1999 | 9  | 0 | UDRA              |  |  |
|    |   |                              |                   |    |   |                   |  |  |
| 6  | C | Lúcio Oliveira               | 26 novembre 1992  | 2  | 0 | Ferreiras         |  |  |
| 7  | C | Joel Neves                   | 1º maggio 1996    | 1  | 0 | Loures            |  |  |
| 8  | C | Joazhifel Soares             | 19 gennaio 1991   | 28 | 1 | UDRA (capitano)   |  |  |
| 11 | C | Harramiz                     | 3 agosto 1990     | 14 | 1 | Estoril Praia     |  |  |
| 16 | C | Gualdino Mauro               | 13 luglio 2000    | 1  | 0 | Cova da Piedade   |  |  |
| 17 | C | Tinho                        | 8 settembre 1992  | 3  | 0 | Porto Real        |  |  |
| 18 | C | Jokceleny Fernandes Carvalho | 21 ottobre 1992   | 5  | 1 | UDRA              |  |  |
| 19 | C | Eduardo Varela               | 16 luglio 2000    | 5  | 0 | Porto Real        |  |  |
|    |   |                              |                   |    |   |                   |  |  |
| 9  | A | Edmílson Viegas              | 29 ottobre 1996   | 1  | 0 | Resende           |  |  |
| 10 | A | Luís Leal                    | 29 maggio 1987    | 15 | 6 | Sol de América    |  |  |
| 14 | A | Ronaldo Afonso               | 11 luglio 2001    | 3  | 0 | GRAP              |  |  |
| 15 | A | Vando Neto                   | 24 luglio 1992    | 5  | 0 | UDRA              |  |  |
| 20 | A | Zé                           | 22 dicembre 1991  | 21 | 3 | Santana           |  |  |